# Шугур
Шугу́р (рос. Шугур) — присілок у складі Кондінського району Ханти-Мансійського автономного округу Тюменської області, Росія. Адміністративний центр Леушинського сільського поселення.
Населення — 637 осіб (2010, 616 у 2002).
Національний склад станом на 2002 рік: мансі — 56 %, росіяни — 32 %.